# Þórðr Kolbeinsson
Tord Kolbeinsson, norrønt Þórðr Kolbeinsson) var en islandsk skjald, der levede i 1000-tallet. Han var hirdskjald hos jarlen Erik jarl, og digtede Eiriksdråpa om jarlen. Omkring 17 vers om jarlen er bevaret fra Tord i kongesagaerne. Det følgende er uddrag fra Eiriksdråpa:
Sydfra kom det sanne
sagn om store hærer,
om kæmper med stålvåben.
Bønder blev rede for striden.
Danenes lange skeider
i syd var draget af lunden
og sat på søen. Dette
hørte skibenes herre.
Tord er en af to hovedpersoner i Bjarnars saga og hvor mange lausavísur bliver tilskrevet Kolbeinsson. Hans søn, Arnórr jarlaskáld, blev også en kendt skjald.